# Gianni Morandi
Gianni Morandi (Monghidoro, Emilia-Romagna, Italija, 11. prosinca 1944.) je talijanski pop pjevač, tekstopisac i zabavljač.
1962. je započeo svoju karijeru. Ubrzo je postao vrlo popularan, te je pobjeđivao na mnogim festivalima u Italiji. 1970. predstavljao je Italiju na Euroviziji. 1987. je pobijedio na Festivalu u Sanremu. 1995. je bio drugi, a 2000. treći.
Procijenjeno je da je prodao 30 milijuna ploča i CD-a. Napisao je niz knjiga i autobiografija, te je glumio u 18 filmova. 1984. je glumio muža u seriji Voglia di volare.

## Biografija
Rođen je u malom selu Monghidoro u skromnoj obitelji. Njegov otac Renato bio je član komunističke partije, a Gianni mu je pomagao raznositi novine. Kasnije je bio obućar i prodavao sladoled u selu. Sa svojim vokalnim sposobnostima je često nastupao na manjim priredbama preko partije.
1962. je postao priznati pjevač u Italiji s pjesmom Fatti mandare dalla mamma, te je bio popularan cijelo destljeće. 1970. je predstavljao Italiju na Euroviziji pjesmom Occhi di ragazza. Nakon toga je usljedio pad. 1980. je ponovno postao popularan, te je 1987. pobijedio na Festivalu di Sanremo s pjesmom Si può dare di più zajedno s Enricom Ruggerijem i Umbertom Tozzijem.
Glumio je u mnogim serijama, te je vodio mnoge kvizove.